# Сан Флавијано (Мачерата)
Сан Флавијано (итал. San Flaviano) насеље је у Италији у округу Мачерата, региону Марке.
Према процени из 2011. у насељу је живело 41 становника. Насеље се налази на надморској висини од 307 м.